# Iké Udé
Iké Udé (* 1964, Lagos) je nigerijsko-americký fotograf, performer, spisovatel a vydavatel se sídlem v New Yorku, Spojené státy americké.

## Životopis
Udé se narodil v roce 1964 v Makurdi v Nigérii, kde vyrůstal. Nejstarší syn z bohaté rodiny byl již v raném věku vystaven fotografování a portrétování tím, že se oblékal na rodinné portréty, které se jednou za dva týdny fotografovaly. 
Jako dospívající Udé navštěvoval vládní střední školu Afikpo, britskou internátní školu v Afikpo v Nigérii. Udé často navštěvoval Londýn, než se v roce 1981 přestěhoval do New Yorku, kde studoval mediální komunikaci na Hunter College, CUNY. Svou uměleckou kariéru zahájil koncem 80. let abstraktní malbou a kresbou. Od 90. let je jeho primárním médiem fotografie.
Udé má dvojí občanství Spojených států a Nigérie.

## Dílo

### Raná práce na papíře a malbách
Udého obrazy a kresby jsou méně známé než jeho fotografie, i když kritici a historici umění uznali jeho rané práce. Zesnulý Henry Geldzhaler o Udého obrazech a dílech na papíře řekl: "Jsem dojatý a ohromen způsoby, jakými se mu daří neviditelně mísit modernistickou tradici s vlastními nigerijskými kořeny. Ve spojení není nikdy nic vynuceného; a zdá se, že světlo a vzduch je jeho médiem." 

### Cover Girls
Udé začal svou sérii Cover Girls v roce 1994, která mu zajistila místo na současné scéně. Každá fotografie napodobuje obálku populárních módních nebo lifestylových časopisů, ve kterých figuruje sám umělec jako model. Fotografie byly vědomě stylizovány, pózovány, fotografovány a následně spárovány s typem odpovídajícím respektovanému časopisu. Na první pohled se každá fotografie jeví jako autentická obálka časopisu. Udé použil obálku časopisu jako jeviště ke kritice fetišismu bílé modelky z vyšší třídy a účinků populární kultury na dnešní konzumní společnost. Použil také sérii k vyjádření k problémům, jako je absence černoty v módě, rasové stereotypy a zkreslování barevných osob. Série byla vystavena v roce 1994 v newyorské galerii Exit Art.

### Uli
Udého černobílá série fotografií Uli odkazuje na vysokou módu a Uli body art a nástěnné motivy z Udého Igbo dědictví.

### Paris Hilton: Fantasy a Simulacrum
Udého Paris Hilton: Fantasy and Simulacrum je rozhovorem mezi jeho alter egem Viscontim a celebritou Paris Hilton. Výstava se skládala z několika prací smíšených médií, sestavených z materiálů z klepů, vzorků tapet, fotokopií, zrcadel, módních a lifestylových časopisů a pornografických stránek. Společně tyto kousky ilustrují konstrukci fenoménu Paris Hilton a vyzývají diváky, aby se ptali, co skutečně vědí o slávě a estetice kulturního úpadku.

### Sartorial Anarchy
Udého portréty, zejména ty v Sartorial Anarchy, jsou kombinací vtipu a historismu. Tato díla mají současnou atmosféru haute couture nebo to, co umělecká kritika New York Times Roberta Smith označuje jako „neuctivé, kulturní polyglotní autoportréty“. Jean Dykstra v recenzi pro photographmag.com píše: „Jakkoli je identita kulturním konstruktem, je také individuálním výtvorem a jen málo lidí vytvořilo sebe sama s takovým rozkvětem jako Iké Udé.“ V rozhovoru s Monicou Millerovou Udé řekl, že jeho záměrem pro vytvoření Sartorial Anarchy bylo, že „ve středním smyslu viděl a cítil velkou potřebu posunout jazyk fotografie kupředu, vůbec jej neuspokojil převládající starý konzervativní přístup a mentalita, která se stále masivně získávala. Potřeboval jsem robustní vizuální slovník, který je velmi specifický, který vlastním a který je okamžitě rozpoznatelný.“ Udé věří, že navzdory současné úrovni globalizace se lidé nadále oblékají podle své konkrétní kultury a chybí jim „globální konverzace“.
Sartorial Anarchy je zároveň odkazem a odklonem od dandyismu. Udého konceptuální využití historických a současných oděvů se snaží spíše katalogizovat kulturu než pouze reflektovat módní trendy.  Udé konstruuje kostýmy, rekvizity a vlastní pózu jako zátiší, kterou pak fotografuje asistent. Udé ke každé fotografii maluje pozadí a sám dokončuje postprodukční postupy.
Série byla vystavena v The Global Africa Project v Muzeu umění a designu (MAD) v New Yorku (2010), a v Artist/Rebel/Dandy: Men of Fashion v Muzeu designu na Rhode Island School of Design 2013). Udého série byla také vystavena v Leila Heller Gallery v Chelsea v New Yorku. Tato výstava s názvem Styl a sympatie představila výběr jeho autoportrétů ze série.
Minneapoliský institut umění, Sheldon Museum of Art,  Rhode Island School of Design Museum  získaly díla od Sartorial Anarchy.

### Index CHIC
CHIC Index je online antologie Udého portrétů, které zobrazují stylové lidi v New Yorku.  Fotografie ukazují rozsah „vzhledů“ jednotlivců a mezi portrétovanými jsou i mimo jiné Geoffrey Bradfield, Robert Verdi, Patrick McDonald, Steven Knoll, Somers Farkas nebo Jean Shafiroff. 

## Publikace

### ČasopisaRUDE
V roce 1995 Udé založil časopis aRUDE, pojmenovaný jako poctu jamajským rude boys z Londýna šedesátých let. Časopis je podobný Interview a obsahuje rozhovory s umělci, fotografy a designéry a také úvodníky o módě, kráse a stylu. Zatímco časopis začínal jako tištěná publikace, od roku 2009 vychází pouze online.

### Style File: Nejelegantněji oblečený na světě
Udé je autorem knihy Style File: The World's Most Elegantly Dressed, kterou vydalo nakladatelství HarperCollins v roce 2008. Svazek profiluje 55 vlivných arbitrů stylu. Style File obsahuje spisy a příspěvky od Valerie Steelové, ředitelky a hlavní kurátorky Muzea Fashion Institute of Technology (FIT), a Harolda Kody, bývalého kurátora odpovědného za Costume Institute v Metropolitním muzeu umění. Publikace poskytuje informace o všech 55 profilovaných ženách a mužích, včetně Johna Galliana, Oscara de la Renty, Caroliny Herrery, Diane von Furstenberg, Dity Von Teese a Christiana Louboutina.

## Publikace
- Beyond Decorum: The Photography of Iké Udé. Cambridge, MA: MIT Press, 2000, ISBN 978-0262522809. Edited by Mark H.C. Bessire and Lauri Firstenberg.
- Style File: The World's Most Elegantly Dressed. HarperCollins, 2008.
- Nollywood Portraits: A Radical Beauty. Skira Rizzoli, 2016, ISBN 978-8857232294.